# GEOS
GEOS (Graphic Environment Operating System) fue un sistema operativo desarrollado por Berkeley Softworks (posteriormente Geoworks). Diseñado originalmente para la Commodore 64 y lanzado en 1986, proporciona una interfaz gráfica de usuario para esta popular computadora de 8 bits.

## Características
GEOS recuerda mucho a las primeras versiones de Mac OS e incluye un procesador de textos gráfico (geoWrite) y un programa de dibujo (geoPaint). Durante años, Commodore incluyó GEOS con el C64C, su nueva versión del C64 (rediseñada y de coste más reducido, usaba una caja similar a la del Commodore 128). Debido a ello, GEOS fue el tercer sistema operativo, más popular del mundo, en término de unidades distribuidas, tras MS-DOS y Mac OS, a finales de los 80 (aunque esta es una afirmación un tanto parcial ya que CP/M fue el más usado hasta la expansión de MS-DOS, incluso se mantuvo en cifras altas de uso durante el resto de los años 80 y parte de los 90).
Las aplicaciones compatibles con GEOS estaban disponibles de Berkeley o de terceras partes, incluyendo un razonablemente sofisticado programa de autoedición llamado geoPublish y una hoja de cálculo llamado geoCalc. Aunque geoPublish no es tan sofisticado como Adobe PageMaker y geoCalc no es tan sofisticado como Microsoft Excel, ambos paquetes proporcionan una razonable funcionalidad, y el fundador de Berkeley Brian Dougherty declaró que la compañía usaba para sus negocios su propio software en ordenadores Commodore de 8 bits durante varios años.
Versiones mejoradas de GEOS se desarrollaron posteriormente para el Commodore 128 y la gama de ordenadores Apple II. Una más desconocida versión se desarrolló por poco tiempo para el Commodore Plus/4. En 1990 da el salto a los 16 bits con una versión para Pc y Ms-DOS llamada Geoworks Ensemble.
Escrito por un grupo de programadores que exprimió al límite los limitados recursos de videoconsolas como la Atari 2600, GEOS revela lo que se puede hacer con máquinas con 64/128 KB de memoria RAM y 1 o 2 MHz con microprocesador de 8 bits. Al igual que otros sistemas similares como SymbOS, es un nítido contraste con el despilfarro de recursos y tiempo de procesador que impera en los modernos ordenadores personales con gigas de memoria, altas frecuencias de procesador y discos duros.
A diferencia de muchos otros programas comerciales para el C64 y C128, GEOS saca completa ventaja de la mayoría de las extensiones y mejoras disponibles para el sistema. El ratón Commodore 1351 es soportado por GEOS, al igual que varias de las expansiones de memoria RAM para los C64/C128. GEOS 128 también soporta completamente el modo 640×200 de alta resolución del 8563 del C128 mediante un monitor RGB.
La versión para C64 de GEOS incorpora un cargador turbo, llamado diskTurbo, que incrementa significativamente la velocidad de acceso a disco en la lenta Commodore 1541. (GEOS 128 aprovecha el "burst mode" del C128 junto con las unidades de disco Commodore 1571 y Commodore 1581).
Gracias a una interfaz especial de Berkeley, el geoCable, o mediante otras interfaces de terceros para conectar impresoras estándar RS-232 o Centronics al Commodore serial bus (o al bus de expansión), GEOS soporta una amplia variedad de impresoras, incluyendo las compatibles HP PCL y las Apple LaserWriter. Esta habilidad para imprimir en impresoras de alto nivel es el mayor factor para hacer de GEOS una plataforma de autoedición.
GEOS se distribuye para C64 como un disco autoarrancable para la unidad de floppy 1541. Algunos afirman haberlo incluido en ROM y cargarlo directamente de un cartucho, pero no se distribuyó así.[cita requerida]
El formato de los disquetes en GEOS es propietario, no pudiendo leerse ni en un PC o C64/128 sin GEOS. Igual ocurre con sus ficheros. Por ello se han desarrollado utilidades para PC y Commodore Amiga que permiten leer discos y ficheros GEOS.

## Versiones
Las versiones de GEOS fueron:
- GEOS 1.0 (1985)
- GEOS 1.2
- GEOS 1.3
- GEOS 1.5 (añade el soporte de las unidades 1571 y 1581)
- GEOS 2.0 (1987) fue la última versión general de GEOS
- GEOS 2.5 fue la última versión de Berkeley Softworks, pero solo se distribuyó en Alemania

Existen tres upgrades de terceros para GEOS 2.0:
- gateWay de Creative Micro Designs (1996)
- Wheels de Maurice Randall (1998)
- MP3 de MegaCom (1999)

Todos ellos soportan las interfaces de disco duro de CMD, permitiendo instalarse en ellas, y, al menos parcialmente las aceleradoras SuperCPU.
La versión de GEOS para Apple II se liberó como freeware (no software de código abierto) en agosto de 2003. Las versiones de Commodore 64/128 la siguieron en febrero de 2004. Pero GEOS sigue siendo software comercial, y es la actual propietaria de los derechos, Click Here Software Co quien permite la descarga gratuita (con condiciones de no redistribución y para uso personal) y sigue vendiendo el software.

## Productos y aplicaciones GEOS
Docenas de aplicaciones oficiales y de terceras partes y otros productos fueron desarrollados para GEOS. Algunos de los más importantes y populares son:
- geoBASIC
- geoCable
- geoCalc
- geoChart
- geoDex
- geoDraw
- geoFAX
- geoFile
- geoFont
- geoLabel
- geoPaint
- geoPrint
- geoProgrammer
- geoPublish
- geoSpell
- geoWrite
- geoWrite Workshop